# یوزف بیتسان
جوزف بیکان (به چکی: Josef Bican) (زاده ۱۹۱۳–درگذشته ۲۰۰۱) یکی از برترین گلزنان باشگاهی تاریخ فوتبال جهان است. وی رکورد جالب ۸۰۵  گل در ۵۳۰ بازی را برای باشگاه فوتبال اسلاویا پراگ جمهوری چک به ثبت رسانده‌است.

## زندگی‌نامه
جوزف بیکان در سال ۱۹۱۳ میلادی دیده به جهان گشود. وی اهل چکسلواکی بود و به فوتبال روی آورد و در این زمینه رکوردهای خارق‌العاده ای بر جای نهاد.

## رکوردها
جوزف بیکان با میانگین بیش از یک گل در هر بازی برترین بازیکن تاریخ فوتبال جهان است و در مجموع 834 گل ملی و باشگاهی به ثمر رسانده و بالاتر از گرد مولر و پله ایستاده‌است. وی همچنین در مسابقات رسمی ۸۰۵ گل زده و بالاتر از روماریو و پله قرار دارد.